# Homebrew (software)

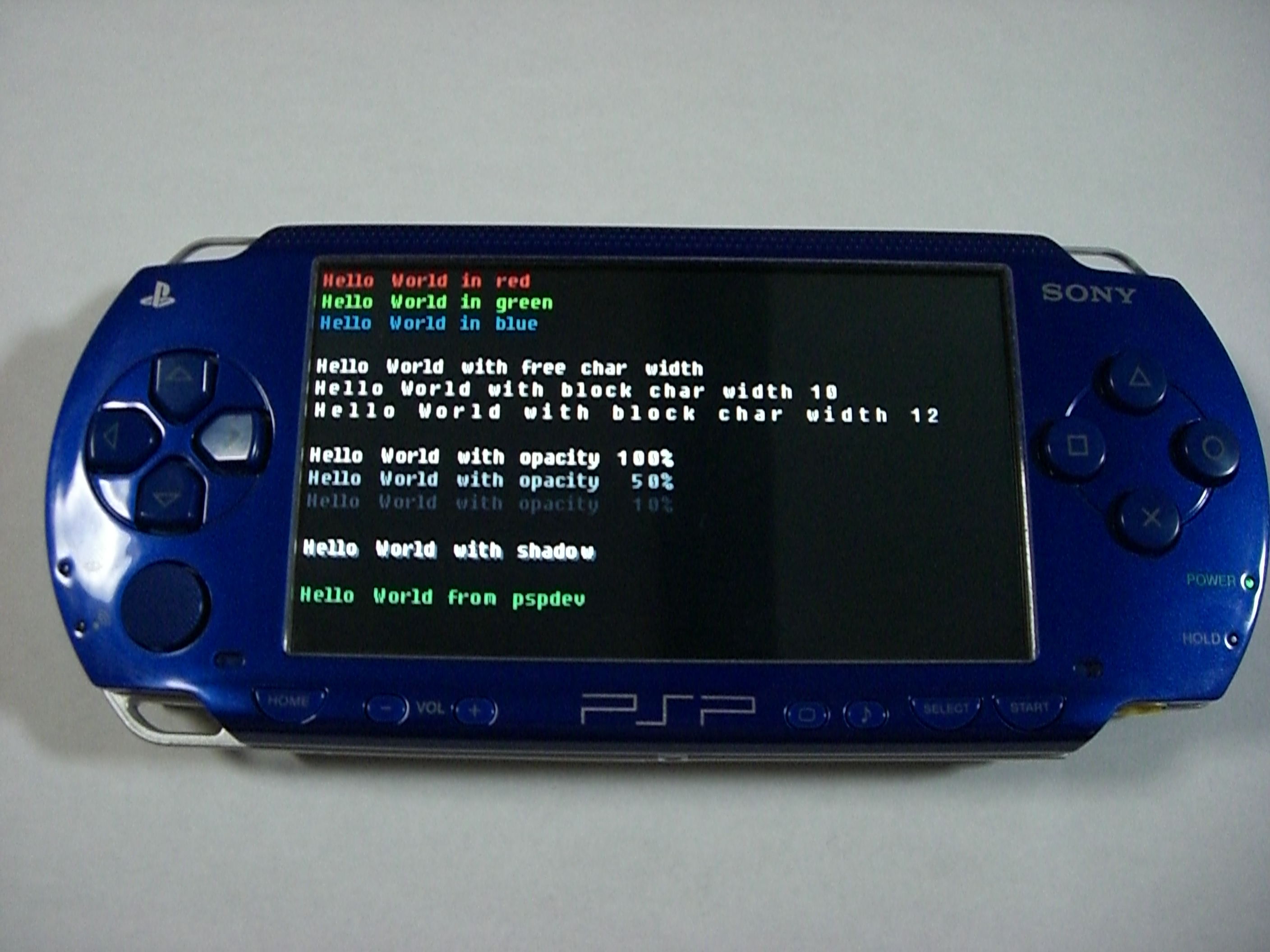
Homebrew-programma op een PlayStation Portable.

Homebrew (Engelse term voor zelfgebrouwen) is een term die wordt gekoppeld aan computerspellen of overige software geproduceerd door consumenten voor gepatenteerde hardware. Vaak is deze hardware niet vrij-programmeerbaar, zoals wel het geval bij pc's of homecomputers. Onder homebrew vallen programma's of spellen die zijn ontwikkeld met officiële SDK's.
Veel homebrew-spellen worden als freeware aangeboden, hoewel er ook betaalde varianten zijn. Homebrew is niet beperkt tot spellen, er zijn talloze demo's uitgekomen voor veel systemen.

## Ontwikkeling
Voor oudere systemen worden homebrew-spellen vaak ontwikkeld met een emulator, aangezien er voor het testen geen extra benodigde hardware vereist is. Voor nieuwe systemen wordt vaak wel op een fysiek systeem ontwikkeld, vanwege een gebrek aan nauwkeurige emulators. Soms maakt een ontwikkelaar gebruik van een EEPROM om hierin zijn code op te slaan, en te testen op een fysiek systeem.

## Populaire systemen
Naast populaire homebrew-systemen, zoals de Dreamcast, Game Boy Advance, Wii, en PlayStation Portable, zijn met name oudere systemen populair om voor te ontwikkelen. De Atari 2600 en NES zijn populair vanwege de 6502 instructieset. Deze processor wordt eveneens gebruikt in de Commodore 64 en de Apple II. Daarnaast zorgt de eenvoud van oudere systemen voor een hogere toegankelijkheid.
Bij moderne systemen wordt vaak een vorm van beveiliging ingebouwd. Hierdoor is het moeilijk om zelfgemaakte code uit te voeren.